# Outeiro (Cabeceiras de Basto)
Outeiro é uma povoação portuguesa do Município de Cabeceiras de Basto que foi sede da extinta Freguesia de Outeiro, freguesia que tinha 7,58 km² de área e 1 116 habitantes (2011), e, por isso, uma densidade populacional de 147,2 hab/km².
A Freguesia de Outeiro foi extinta em 2013, no âmbito de uma reforma administrativa nacional, tendo sido agregada às freguesias de Refojos de Basto e Painzela, para formar uma nova freguesia denominada União das Freguesias de Refojos de Basto, Outeiro e Painzela com a sede em Refojos de Basto.

## População
| População da freguesia de Outeiro (1864 – 2011) | População da freguesia de Outeiro (1864 – 2011) | População da freguesia de Outeiro (1864 – 2011) | População da freguesia de Outeiro (1864 – 2011) | População da freguesia de Outeiro (1864 – 2011) | População da freguesia de Outeiro (1864 – 2011) | População da freguesia de Outeiro (1864 – 2011) | População da freguesia de Outeiro (1864 – 2011) | População da freguesia de Outeiro (1864 – 2011) | População da freguesia de Outeiro (1864 – 2011) | População da freguesia de Outeiro (1864 – 2011) | População da freguesia de Outeiro (1864 – 2011) | População da freguesia de Outeiro (1864 – 2011) | População da freguesia de Outeiro (1864 – 2011) | População da freguesia de Outeiro (1864 – 2011) |
| ----------------------------------------------- | ----------------------------------------------- | ----------------------------------------------- | ----------------------------------------------- | ----------------------------------------------- | ----------------------------------------------- | ----------------------------------------------- | ----------------------------------------------- | ----------------------------------------------- | ----------------------------------------------- | ----------------------------------------------- | ----------------------------------------------- | ----------------------------------------------- | ----------------------------------------------- | ----------------------------------------------- |
| 1864                                            | 1878                                            | 1890                                            | 1900                                            | 1911                                            | 1920                                            | 1930                                            | 1940                                            | 1950                                            | 1960                                            | 1970                                            | 1981                                            | 1991                                            | 2001                                            | 2011                                            |
| 724                                             | 811                                             | 711                                             | 667                                             | 732                                             | 777                                             | 797                                             | 882                                             | 978                                             | 1 024                                           | 862                                             | 978                                             | 1 055                                           | 1 057                                           | 1 116                                           |